# 拉德纳巴扎尔·拉希
拉德纳巴扎尔·拉希（羅馬化：Radnaabazaryn Rash；1953年—）蒙古族，籍贯不详，蒙古国政治人物。

## 生平
拉希生于1953年。早年接受培训成为铁路工程师，后在铁路部门从事管理工作。2004年，拉希作为蒙古人民革命党候选人在中戈壁省第19选区当选国家大呼拉尔委员。
2007年12月，拉希出任蒙古国交通运输和旅游部部长。